# Projekt 667BD
Projekt 667BD (v kódu NATO třída Delta II) byla třída raketonosných ponorek Sovětského námořnictva s jaderným pohonem. Třída představuje druhou verzi rozsáhlé skupiny celkem 43 raketonosných ponorek třídy Delta, tvořící od 70. let páteř sovětských námořních strategických sil. Liší se především větším počtem raket, nesených v prodlouženém trupu.

## Stavba a uživatelé

Ponorka třídy Delta II

Vývoj ponorek projektu 667BD byl zadán roku 1972 konstrukční kanceláři Rubin. Cílem bylo získat plavidla s údernou výzbrojí silnější, než dvanáct raket nesených stávajícími ponorkami třídy Delta I. Sovětské loděnice v Severodvinsku postavily celkem čtyři ponorky této třídy. Do služby byly zařazeny v letech 1974–1975.

## Konstrukce
Základem konstrukce ponorek se stala třída Delta I, jejíž trup byl prodloužen o 16 metrů vložením nové sekce, v níž jsou uloženy další čtyři balistické rakety. Výtlak ponorek se tím zvýšil o 1500 tun, naopak mírně poklesla jejich rychlost. Torpédovou výzbroj představovaly čtyři 533mm torpédomety a dva 406mm torpédomety. Za bojovou věží bylo ve dvou řadách umístěno 16 balistických raket R-29D (v kódu NATO SS-N-8 Sawfly) s dosahem cca 9100 km, odpalovaných pomocí systému D-9D. Střely nesly jednu jadernou hlavici o síle 800 kT TNT. Poháněly je raketové motory na kapalné pohonné látky.
Pohonný systém ponorek tvořily dva tlakovodní reaktory OK-700 a dvě parní turbíny TZA-635. Nejvyšší rychlost ponorek byla 16 uzlů na hladině a 24 uzlů pod hladinou.